# 水南街道 (赣州市)
水南街道，原为水南镇，是中华人民共和国江西省赣州市章贡区下辖的一个乡镇级行政单位。2020年5月，撤销水南镇，设立水南街道办事处和章江街道办事处。以五指峰路沿赞贤路、长征大道、新赣州大道、长冈路、红都大道、赣康路至沙石大桥止为界线，界线以西为水南街道办事处的行政区域。

## 行政区划
水南街道下辖以下地区：
岭头上社区、沙角社区、长塘村、腊长村、高楼村和南桥村。
2020年5月调整后，水南街道辖建设路、长征路、绵江路、登峰、赣康路5个居委会和长塘村、高楼村2个村委会。